# Albert Pakeev
Albert Pakeev (n. 4 iulie 1968, Usolie-Sibirskoe, RSFS Rusă, URSS) este un boxer ce a reprezentat Rusia, medaliat olimpic. A participat la o ediție a Jocurilor Olimpice (1996) în care a câștigat o medalie de bronz.

## Participări
Lista de mai jos prezintă principalele competiții la care a participat Albert Pakeev de-a lungul carierei.
- boxing at the 1996 Summer Olympics – flyweight[*]